# Barbalos
Barbalos és un municipi de la província de Salamanca a la comunitat autònoma de Castella i Lleó. Limita al Nord amb Berrocal de Huebra, a l'Est amb Narros de Matalayegua i La Sierpe, al Sud amb Herguijuela del Campo i Escurial de la Sierra i a l'Oest amb Escurial de la Sierra i Tejeda y Segoyuela.

## Demografia
| 1991 | 1996 | 2001 | 2004 |
| ---- | ---- | ---- | ---- |
| 151  | 123  | 100  | 101  |